# Johanneskirche (Eickel)

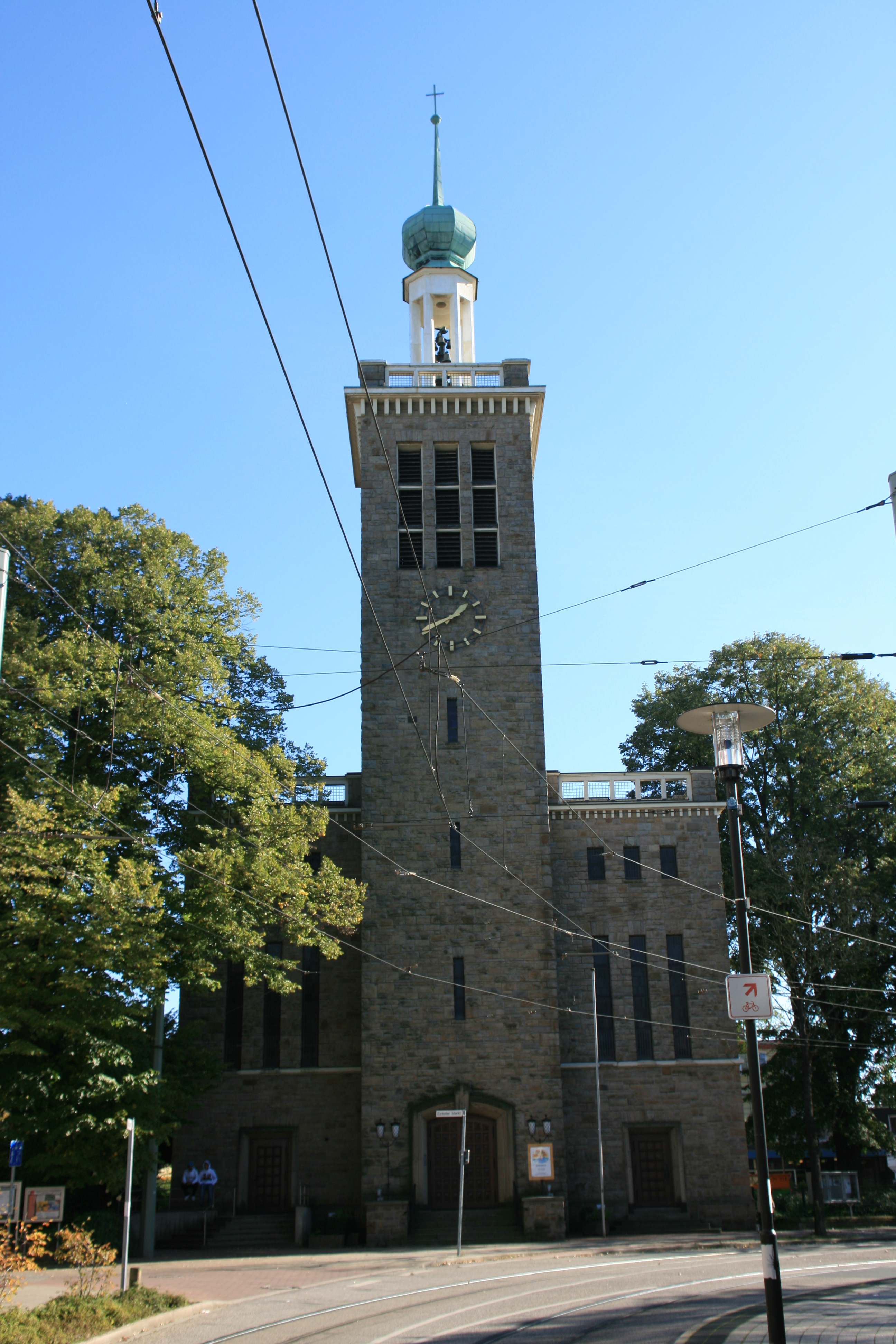
Johanneskirche (von der Hauptstraße)

Die Johanneskirche in Eickel ist eine nach Johannes dem Täufer benannte neugotische Kirche der Evangelischen Kirchengemeinde Wanne-Eickel im Kirchenkreis Herne der Evangelischen Kirche von Westfalen.

## Die alte Johanneskirche
Vor dem Bau der Johanneskirche stand auf dem Eickeler Markt eine spätromanische Dorfkirche, deren Anfänge auf das 14. oder 15. Jahrhundert zurückgehen. Nach der Reformation wurde die ursprünglich katholische Kirche der evangelischen Gemeinde zugeteilt. Die Kirche wurde im Laufe der Jahrhunderte mehrfach umgebaut. Nachdem sich seit 1774 im Turmmauerwerk handbreite Risse gezeigt hatten, wurde der Turm 1778 wegen Baufälligkeit abgerissen und von 1780 bis 1784 ganz neu gebaut. 1867 hatte der Turm eine Spitze von "45 Fuß Höhe mit einem Kreuz von 10 Fuß Höhe". Zu diesem Zeitpunkt bot die Kirche "700, freilich sehr beengte Sitzplätze". Zudem wurde 1842 das gotische Kreuzgewölbe der Sakristei zu einer einfachen Balkendecke umgebaut.

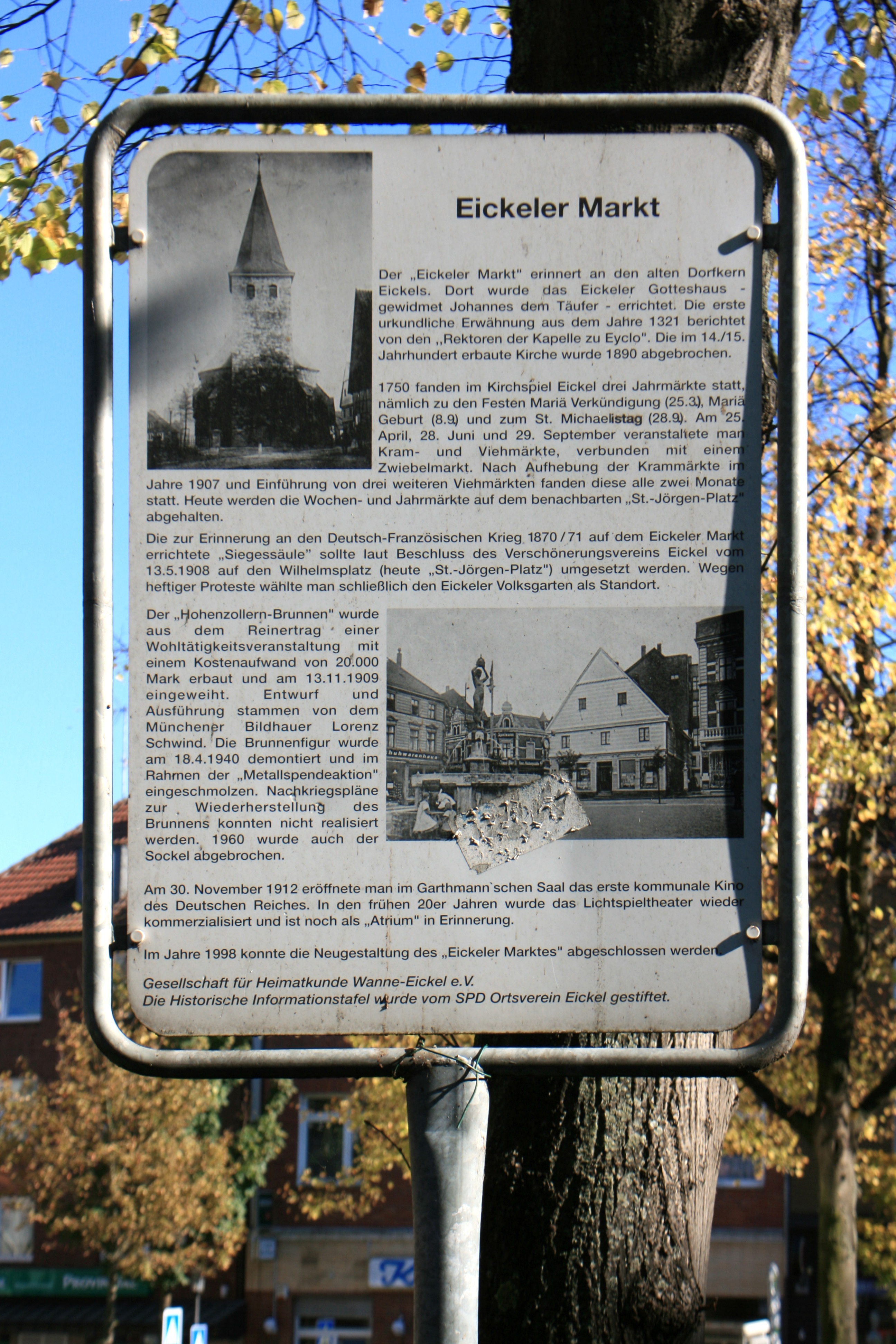
Informationstafel am Eickeler Markt

Auf der Nordseite der Kirche befand sich die Dorneburger Grabkapelle, deren Erdgeschoss über der Gruft als Betkapelle diente. Dort befand sich unter anderem das Grabmal des Conrad von Strünkede – "Das gewaltige Monument aus Baumberger Sandstein zählt zu den bedeutendsten Grabdenkmälern Deutschlands des frühen 18. Jahrhunderts" und wurde von Johann Wilhelm Gröninger geschaffen.
1887 beschloss das Presbyterium den Bau einer neuen Kirche. Zum einen reichte die alte Kirche bei der steigenden Anzahl von Gemeindegliedern nicht mehr aus und zum anderen wurde ihre bauliche Beschaffenheit für unzulänglich erklärt. Die alte Johanneskirche wurde 1890/91 abgebrochen. Das Grabdenkmal des Conrad von Strünkede wurde für 1.000 Mark an das Märkische Museum in Witten verkauft. Der aus dem Jahre 1650 stammende Taufstein wurde der Kirchengemeinde Wanne-Süd (heute Evangelische Kirchengemeinde Wanne-Eickel, Bezirk Wanne) geschenkt und steht heute in der Zwölf-Apostel-Kirche.
Heute steht eine 1998 vom SPD-Ortsverein Eickel gestiftete Informationstafel am Eickeler Markt, die unter anderem auch auf die Geschichte der alten Johanneskirche hinweist.

## Geschichte

### Baugeschichte

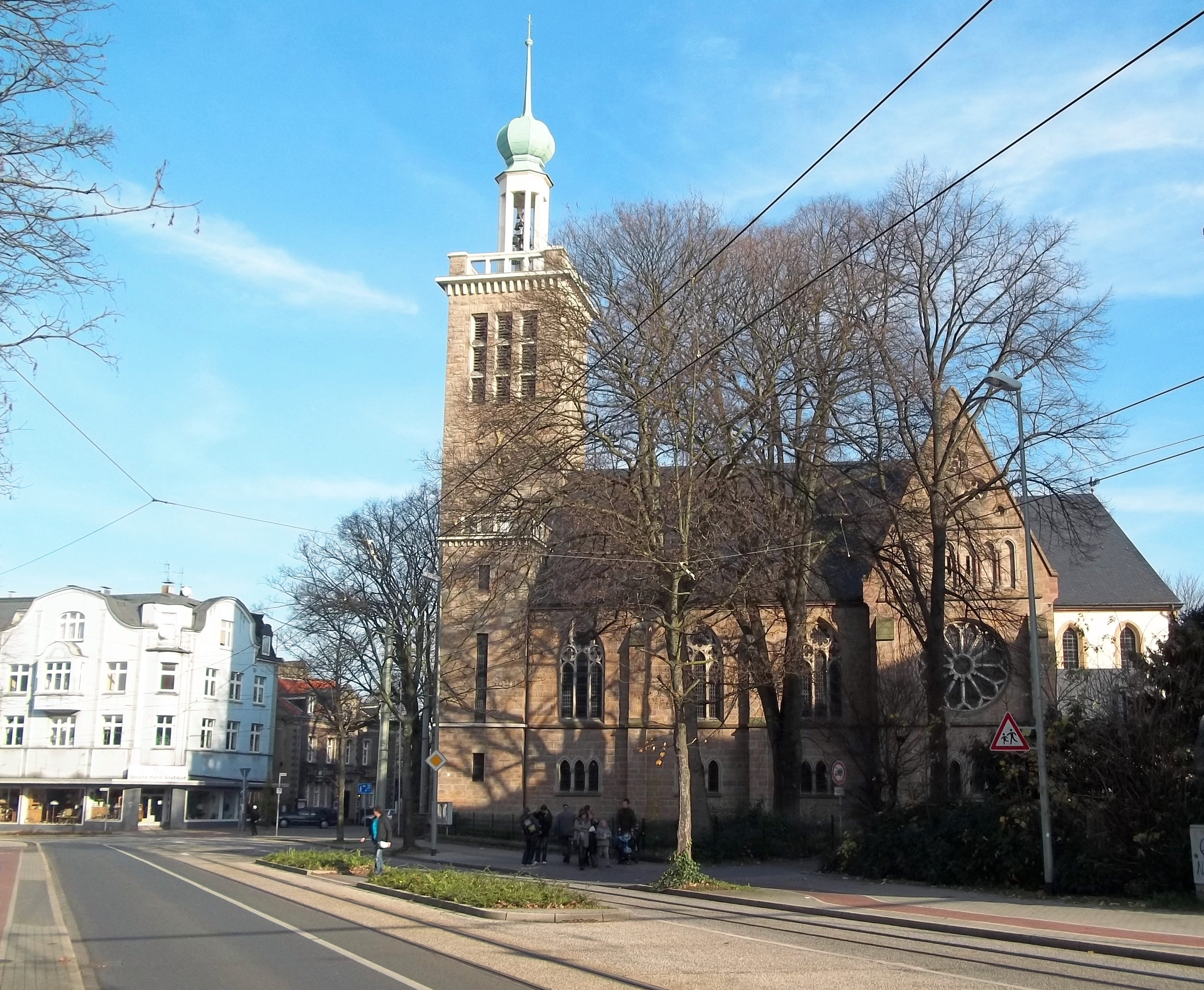
Blick von Südwesten

Die Kirchengemeinde Eickel erwarb unmittelbar nach dem Beschluss, eine neue Kirche zu bauen, ein Grundstück an der Bismarckstraße (heute Richard-Wagner-Straße). Die neue Kirche konnte allerdings zunächst nicht gebaut werden, da dieser Platz von den Behörden wegen des darunter betriebenen Bergbaus als ungeeignet bezeichnet wurde. Der Beschluss, die neue Kirche doch auf dem alten Kirchplatz zu bauen, war daraufhin bereits gefasst worden, bevor am 20. bzw. 24. Juli 1889 ein Abkommen mit der Bergwerksgesellschaft Hannibal getroffen wurde. Die Gemeinde erklärte sich dort bereit, vier bis fünf Jahre mit dem Neubau der Kirche zu warten – bis dahin wäre genügend Zeit seit dem völligen Abbau der Kohle unter der Bismarckstraße vergangen. Die Bergwerksgesellschaft stellte der Gemeinde dafür unentgeltlich eine von ihr zu erbauende Notkirche zur Verfügung und steuerte 8.000 Mark zu den Baukosten des geplanten Neubaus bei. Am 5. Mai 1890 fand nach dem letzten Gottesdienst in der alten Johanneskirche ein Festzug zur Notkirche statt, die von der Gemeinde bis 1896 als Gottesdienststätte genutzt wurde.
Am 23. Mai 1895 wurde der Grundstein der neuen Kirche gelegt. Nach den Plänen des Architekten Gerhard August Fischer (Barmen) wurde sie in knapp anderthalb Jahren ausgeführt und am 10. Dezember 1896 durch den Generalsuperintendenten Gustav Nebe eingeweiht. Er überbrachte eine von Kaiserin Auguste Viktoria geschenkte Altarbibel mit dem eigenhändig von ihr hineingeschriebenen Spruch Mk 13,31 . Die Kosten des Neubaus mit Inventar beliefen sich auf 210.000 Mark. Die Johanneskirche war nach ihrer Fertigstellung 1896 20 Meter breit, 34 Meter lang und bot Platz für 1.200 Menschen. Der Turm hatte eine Höhe von 52 Metern.

### Ausstattung
In der Johanneskirche befand sich eine Orgel mit zwei Manualen und 34 Stimmen aus der Werkstatt des Hoforgelbaumeisters Wilhelm Sauer. Den Hochaltar mit einer Darstellung der Himmelfahrt Christi zierte ein Gemälde von Erwin Küsthardt mit dem Titel „Friede sei mit euch“. Die Kanzel wurde von dem Ehepaar Hülsmann gestiftet, den Eigentümern der Hülsmann-Brauerei. Gegenüber der Kanzel befand sich der Taufstein. In die silberne Taufschale, die 1896 von der ehemaligen Pfarrfamilie Engeling gestiftet wurde, ist der Wortlaut des Kinderevangeliums (Mk 10,14 ) eingraviert.
1914 erhielt die Johanneskirche eine elektrische Lichtanlage sowie einen elektrischen Orgelantrieb. 1926 wurde eine neue Heizungsanlage eingebaut. Ein Jahr später wurde die Kirche renoviert und von Kirchenmaler Hans Berg (Dortmund) ganz ausgemalt.

### Die Zerstörung des Kirchturms am 12. September 1944
Der erste Fliegerangriff am helllichten Tag mit Schwerpunkt Eickel, Röhlinghausen und Bickern begann am 12. September 1944 um 13.50 Uhr, dauerte zwanzig Minuten und forderte 37 Todesopfer. Bei diesem Angriff traf eine Bombe den Turm der Johanneskirche, der bis auf die Grundmauern niedergerissen wurde. Die Orgel auf der zum Baukörper des Turms gehörenden Empore wurde dabei ebenfalls total zerstört, im Kirchenschiff klaffte damit an der Westseite ein riesiges Loch. Aus den Trümmern wurden mit Baggerschaufeln zwei der drei Glocken geborgen, die Pfarrer Herbert von Stockum an der westlichen Kirchenseite niedersetzen ließ. Die dritte Glocke konnte man später ebenfalls bei Aufräumarbeiten bergen. Im Übrigen wurde die Kirchenruine bis Kriegsende ihrem Schicksal überlassen.

### Der Wiederaufbau nach dem Krieg

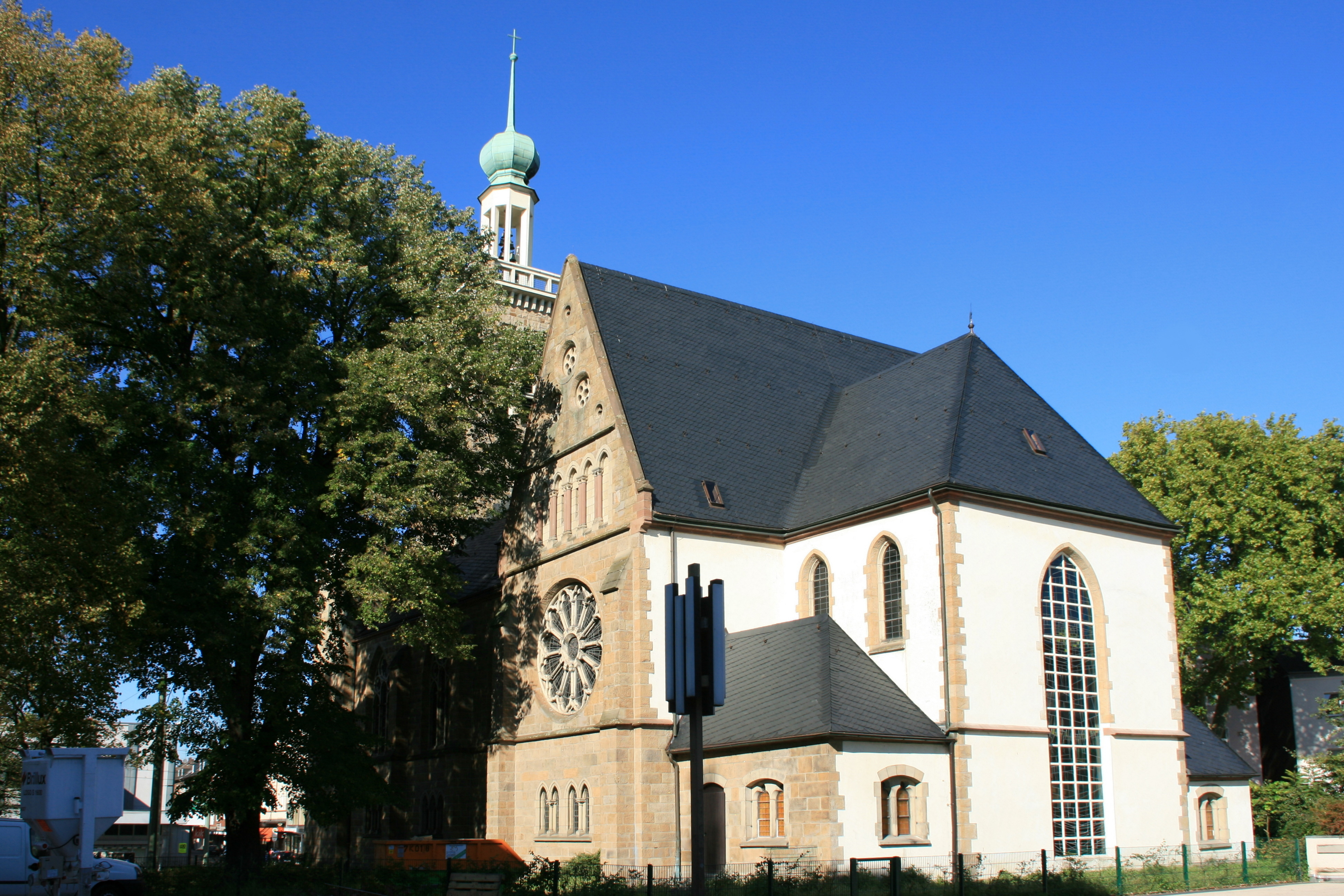
Blick von Süden auf Querhaus und Apsis

Bei Kriegsende war die Zahl der Gemeindeglieder auf etwa 6.100 gesunken. So halfen vor allem junge Menschen beim Wegräumen der Trümmer und beim Wiederaufbau. In einem notdürftig hergestellten Kirchenschiff konnte am Sonntag, dem 14. April 1946, der erste Gottesdienst mit Konfirmation durch Pfarrer Hans Mühle in der Johanneskirche stattfinden.
Am 1. November 1952 konnte die Gemeinde einen Festgottesdienst anlässlich des Wiederaufbaus des Kirchturms feiern. Die Festpredigt hielt der spätere Präses der rheinischen Landeskirche Joachim Beckmann, dessen Vater von 1900 bis 1934 Pfarrer in Eickel war. Der neue Kirchturm, der mit Ruhrsandstein verkleidet ist, wurde von dem Architekten Willi Wallmeier (Wanne-Eickel) geplant. Die drei an der Westseite der Kirche gelagerten Glocken konnten wieder installiert werden.

### Die Glocken
Zwei der drei 1896 von der Glockengießerei Munte in Witten gegossenen Bronzeglocken mussten im Ersten Weltkrieg für Rüstungszwecke abgeliefert werden. Die dritte Bronzeglocke, die die Gemeinde hatte behalten dürfen, wurde später für 8.000 Mark an die Gemeinde Langschede-Dellwig verkauft. Als Ersatz für die Bronzeglocken kaufte die Gemeinde drei Gussstahlglocken des Bochumer Vereins. Das schwingende Geläut hat die Töne h°, d' und f'.

### Das Glockenspiel
In dem auf den massiven Turmschaft aufgesetzten schlanken Glockenstuhl unter der Zwiebelhaube befindet sich ein aus 14 Glocken bestehendes Glockenspiel (Carillon), das der Gemeinde vom Glockenspielverein Eickel e.V. geschenkt wurde und seit dem Advent 1957 mittels einer Walze mechanisch betrieben wird. Zweimal täglich ertönen vom Kirchturm aus verschiedene Melodien aus dem Evangelischen Gesangbuch (EG).

### Die neue Orgel
Für die Wiederbeschaffung der im Krieg zerstörten Orgel trugen sich viele Gemeindeglieder in eine Haussammlungsliste ein. So konnte gegen Ende der 1950er Jahre für 80.000 DM eine neue Orgel angeschafft werden. Die von der Orgelbauwerkstatt E. F. Walcker & Cie. (Opus 3772) erbaute Orgel mit zwei Manualen und 28 Registern erklang am 4. Advent 1959 das erste Mal im Gottesdienst. Seitdem fanden regelmäßig Orgelkonzerte in der Johanneskirche statt. Zu diesem Zeitpunkt sind bereits die baulichen Voraussetzungen für eine Erweiterung um ein Rückpositiv getroffen worden. 30 Jahre später entschloss sich das Presbyterium, diesen Ausbau in Angriff zu nehmen. Neben der Erweiterung um ein Rückpositiv war auch eine technische und klangliche Aufarbeitung der gesamten Orgel notwendig geworden.
Mit den Arbeiten wurde die Werkstatt Hinrich Otto Paschen in Kiel beauftragt. Die Orgel bekam einen neuen Spieltisch, die Traktur wurde überarbeitet, alte Register neu intoniert, die Zungenregister ersetzt, der Prospekt umgestaltet und schließlich das Rückpositiv neu hinzugefügt. Im Februar 1994 wurden die Arbeiten an der Orgel, die nun über 35 Register auf drei Manualen und Pedal verfügt, abgeschlossen.

### Der Altarraum
In den 1960er Jahren wurde der Altarraum mit seinen drei Säulen auf jeder Seite neu gestaltet, da ein neues Bildfenster über dem Altar eingebaut wurde. Dieses von der Firma Grönegräs aus Eickel eingebaute Bildfenster mit Spitzbogen aus Bleiglas zeigt recht abstrakt das „Licht aus der Höhe“. Da das neue Altarbild tiefer in den Altarraum hineingezogen und ein neuer Altar aus Marmor aufgestellt wurde, brachte man das alte Altargemälde von Küsthardt an der rechten Seitenwand an.

### Das Bronzerelief

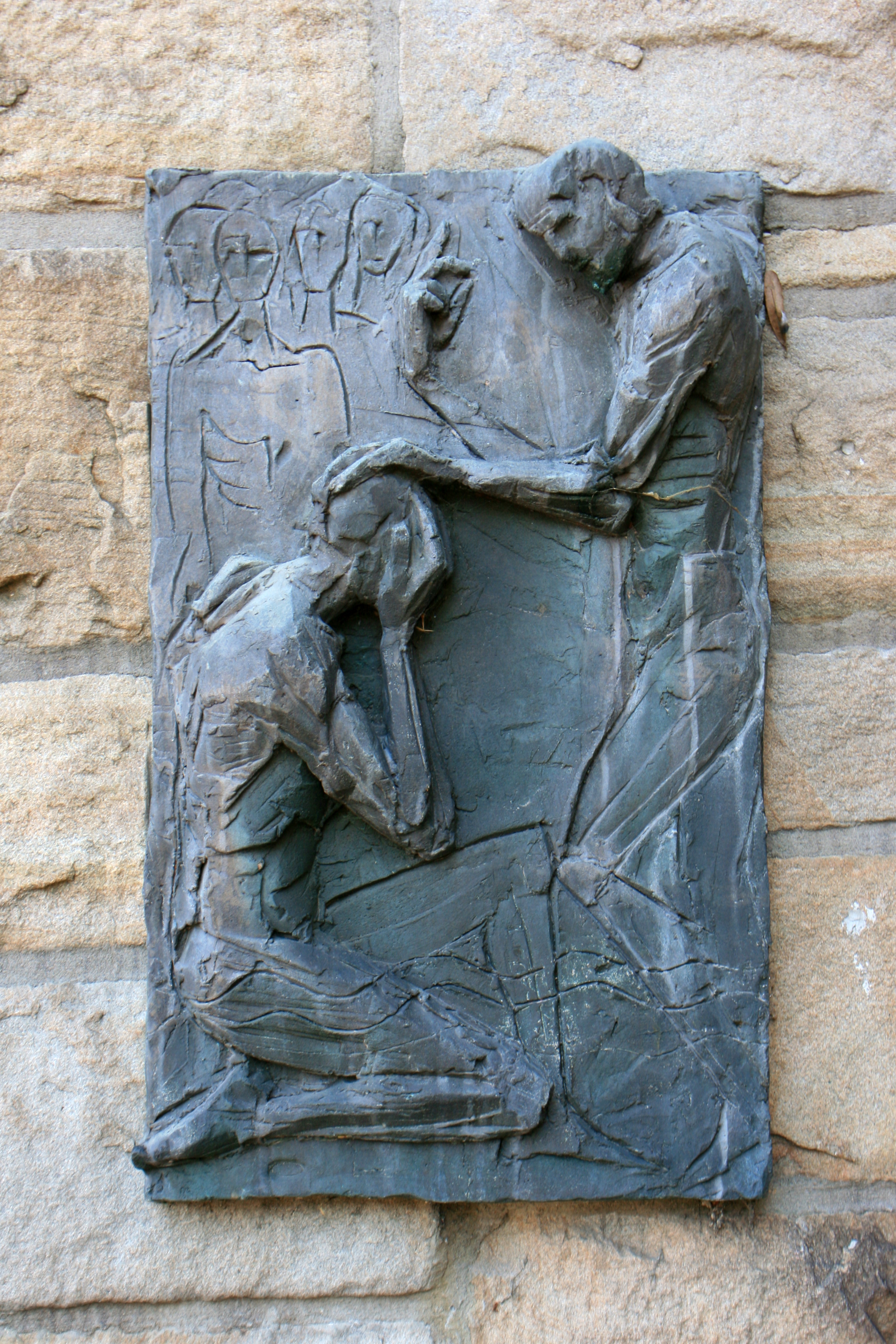
Spiegelverkehrte Miniaturausgabe des Bronzereliefs am Eingang

An der linken Seitenwand befindet sich seit Dezember 1988 ein Bronzerelief, das ein Hinweis auf den Namensgeber der Kirche ist. Es zeigt die Taufe Jesu im Jordan durch Johannes den Täufer. Das Relief ist eine Arbeit des Künstlers Heinrich Brockmeier aus Recklinghausen. Zudem hängt eine spiegelverkehrte Miniaturausgabe rechts vom Eingang der Kirche.

### Modernisierung und Restaurierung seit 2011
Im Jahr 2011 wurde die Johanneskirche aufwändig renoviert und umfassend modernisiert. Mit der Restaurierung des Taufsteins im Frühjahr 2012 und der Kanzel im März 2014 wurde die Renovierung des Innenraums der Johanneskirche abgeschlossen.